# Ксеноцентризм
Ксеноцентризм (від грец. ksenos — чужий та грец. kentro — центр) — схвальне ставлення та надання переваги продуктам, ідеям, цінностям, культурним зразкам інших народів. Політичний неологізм, котрий запропоновано вживати як антонім до етноцентризму. В психологічному плані, ксеноцентризм вважається видом девіантної поведінки, оскільки він впливає на соціальні норми.
Американський дослідник-економіст Дж. Д. Фульмер, запропонувавши ідею ксеноцентризму як важеля, за допомогою якого індивід намагається скоригувати свій власний етноцентризм. Він наполягав на тому, що індивід реагує на своє власне усвідомлення етноцентричної позиції та намагається компенсувати її, починаючи приписувати певні міркування та підстави щодо ідей та потреб соціальної групи, яка є маргіналізованою.
Ксеноцентристи ставляться до виробів, стилів, зразків поведінки або ідей, характерним для свого суспільства, як до нижчих, у порівнянні з тими, які циркулюють в іншому. 
Так, в радянському суспільстві речі, одяг, меблі, посуд, побутова техніка закордонного походження були майже фетишем. А в Сполучених Штатах Америки значно вище цінується французька або італійська мода, ніж продукція власних дизайнерів одягу, як і японська техніка. 
Ксеноцентризм може мати й економічні наслідки: якщо люди вважають закордонні товари своїм, то це не може не відбиватися на структурі економіки, в якій імпорт буде переважати над експортом. В цьому плані хитрощі, на які йдуть компанії, борючись з цим явищем (наприклад, даючи своїм виробам співзвучні відомим брендам назви), лише напівзахід.